# Bulia similaris
Bulia similaris es una especie de lepidóptero perteneciente a la familia Noctuidae. Se encuentra desde el sur de California hasta Baja California, Arizona, Sonora, oeste de Texas e este de México.
Tiene una envergadura de 32 mm. 